# Audan Aral
Der Audan Aral (kasachisch Арал ауданы Aral audany, russisch Аральский район Aralski rajon) ist ein Bezirk im Gebiet Qysylorda in Kasachstan.

## Geografie
Der Audan Aral grenzt im Norden an den Audan Yrghys im Gebiet Aqtöbe und den Audan Ulytau im Gebiet Ulytau. Im Osten grenzt er an den Audan Qasaly und im Süden an die autonome Republik Karakalpakistan in Usbekistan. Westlich grenzt der Audan Schalqar im Gebiet Aqtöbe an den Audan Aral.
Die Landschaft des Bezirks ist hauptsächlich flach und von Wüste bedeckt. Der nördliche und östliche Teil des Bezirks wird von Sandwüsten bedeckt, im Nordwesten gibt es einige hohe und niedrige Bergrücken und Berge. Der überwiegende Teil des südlichen Bezirks ist geprägt vom ausgetrockneten Aralsee. Durch Austrocknung zerfiel der See, der einst der viertgrößte Binnensee der Erde war, ab den 1980er Jahren in mehrere erheblich kleinere Teile. Auf mehreren Tausend Quadratkilometern ist hier die Salzwüste Aralkum entstanden. Der Boden ist hier überwiegend von Salzkrusten und zu kleineren Teilen auch von Sand bedeckt. Vom Aralsee übrig geblieben sind nur der Nördliche Aralsee und der Westliche Aralsee, der nur zum Teil im Audan Aral liegt. Der Syrdarja mündet in der Nördlichen Aralsee. An der Mündung des Flusses bildet er ein Delta mit zahlreichen Kanälen, Seen und Sümpfen. Weite Teile des ehemaligen Sees sind heute Bestandteil des Naturreservats Barsa-Kelmes.

## Bevölkerung
Bei der Volkszählung 1999 hatte der Audan Aral 68.382 Einwohner. Die Volkszählung 2009 ergab für den Bezirk eine Einwohnerzahl von 70.562. Bei der letzten Volkszählung 2021 lebten 77.211 Menschen im Audan Aral. Die Fortschreibung der Bevölkerungszahl ergab zum 1. Januar 2025 eine Einwohnerzahl von 79.118.
| Einwohnerentwicklung               | Einwohnerentwicklung | Einwohnerentwicklung | Einwohnerentwicklung | Einwohnerentwicklung | Einwohnerentwicklung | Einwohnerentwicklung | Einwohnerentwicklung |
| 1939                               | 1959                 | 1970                 | 1979                 | 1989                 | 1999                 | 2009                 | 2021                 |
| ---------------------------------- | -------------------- | -------------------- | -------------------- | -------------------- | -------------------- | -------------------- | -------------------- |
| 65.295                             | 58.958               | 79.182               | 70.405               | 70.804               | 68.382               | 70.562               | 77.211               |
| Anmerkung: Volkszählungsergebnisse |                      |                      |                      |                      |                      |                      |                      |

## Verwaltungsgliederung
Der Audan Aral ist in 24 ländliche Bezirke (kasachisch Ауылдық округ Auyldyq okrug; russisch Сельский округ Selski okrug) gegliedert (Stand: 2021).
| Ländlicher Kreis | Einwohner | Einwohner | Orte                                                                             |
| Ländlicher Kreis | 2009      | 2021      | Orte                                                                             |
| ---------------- | --------- | --------- | -------------------------------------------------------------------------------- |
| Amanötkel        | 2.760     | 2.360     | Amanötkel, Aqqulaq, Aqschatau, Chan                                              |
| Aqirek           | 817       | 809       | Aqirek                                                                           |
| Aqqum            | 2.340     | 2.203     | Kürschek, Schischagha                                                            |
| Aral             | 29.987    | 36.004    | Aral                                                                             |
| Aralqum          | 1.629     | 1.805     | Aralqum, Moinaq, Schömisch                                                       |
| Atanschi         | 656       | 435       | Schingischkequm                                                                  |
| Bekbauyl         | 1.630     | 1.761     | Bekbauyl, Qumbasar, Ükilissai                                                    |
| Belaran          | 374       | 348       | Qulandy                                                                          |
| Bögen            | 1.625     | 1.759     | Bögen, Qaraschalang                                                              |
| Mergensai        | 771       | 825       | Schalangasch, Tastübek                                                           |
| Qamystybas       | 1.967     | 2.000     | Qamystybas, rsd. 92                                                              |
| Qaraqum          | 2.583     | 2.425     | Abai, Jerimbetschagha                                                            |
| Qaratereng       | 1.376     | 1.766     | Qaratereng, Schangaqonys, Tastaq                                                 |
| Qossaman         | 676       | 717       | Aqesp, Qossaman                                                                  |
| Qosschar         | 470       | 580       | Qosschar                                                                         |
| Qulandy          | 491       | 420       | Aqbasty                                                                          |
| Rajym            | 1.687     | 1.608     | Qysylschar, Schömischköl                                                         |
| Sapaq            | 921       | 846       | Altyqudyq, Köktem, Sapaq, Tasböget                                               |
| Sasdy            | 564       | 506       | Sasdy                                                                            |
| Schangaqurylys   | 890       | 765       | Schangaqurylys                                                                   |
| Schaqsyqylysch   | 4.847     | 4.631     | Schaqsyqylysch                                                                   |
| Schetes Bi       | 541       | 619       | Jeskiura, Raiym                                                                  |
| Schingischkequm  | 868       | 735       | Toqabai                                                                          |
| Sekseuil         | 10.092    | 11.284    | Köntu, Qumsaghys, Qurylyq, Saryschyghanaq, Schalghysaghasch, Sekseuil, Terbenbes |